# 12"/52 гармата Обухівського заводу
12"/52 гармата (305/52) — 305-мм гармата Обухівського заводу, прийнята на озброєння в 1907 році для використання на лінійних кораблях і берегових батареях. Найпотужніша гармата, з тих які серійно встановлювалися на кораблі російського чи радянського військово-морського флоту. Дана гармата була розроблена після 12"/40 гармати зразка 1895 року, яку встановлювали на броненосці типу «Андрій Первозванний».

## Історія
Гармата була розроблена на Обухівському заводі, перший зразок був закінчений у 1907 році. Призначений ресурс ствола при стрільбових випробуваннях зразків, встановлених на кораблях Чорноморського флоту склав 400 пострілів на гарматах. Гармата отримала високу оцінку, і стала встановлюватися на дредноутах класів «Севастополь» і «Імператриця Марія» в прибудованих баштових установках, розроблених Металічним заводом. Ці триорудійні башти отримали позначення «MK-3-12» - морська корабельна, триорудійна 12 дюймова.

### Виробництво гармат
Початковий варіант гармати був довжиною 50 калібрів, проте через низьку якість сталі довелося збільшити довжину ствола для зниження навантажень при збереженні балістичних властивостей. Ствол складався з внутрішньої труби, скріпленої трьома рядами циліндрів (по два в ряду). Поверх циліндрів надягав кожух з кільцевими виступами для з'єднання з салазками станка. Ззаду в кожух укручувався казенник з поршневим затвором.
Всього Морським відомством було замовлено 198 гармат, проте на кінець 1916 було готове всього 126 гармат, в 1917 лише 12, потім на 4 роки виробництво було припинено. У 1921 році здали 14 гармат, також на 16 червня 1922 на складах зберігалося 29 гармат різного ступеня готовності. Частина їх була пізніше доведена до 100% готовності. Також існував сухопутний варіант гармати, який маркірувався «СА», морський варіант маркірувався відповідно «МА». Сухопутний відрізнявся невеликими змінами, головною з яких була більша довжина камори: 2667 мм замість 2443,5 мм у морської гармати.

## Основні характеристики

### Загальні дані
Швидкострільність варіювалося від 2,3 до 3 пострілів за хвилину, в залежності від типу башти, які трохи розрізнялися на різних кораблях. Дальність стрільби залежала від ваги снаряда і кута підвищення гармати, максимальна дальність була досягнута береговим гарматами під кутом підвищення 50 градусів і становила 45980 метрів при вазі снаряда 314 кг.
- Довжина ствола: 52 калібри
- Максимальна швидкість наведення: вертикальна — 4 °/с, горизонтальна — 3,2 °/с
- Швидкострільність: 2-3 пострілів/хв
- Вага снаряда:
  - Морський зразок 1911 р.: 471 кг
  - Берегової оборони: 446 кг
  - Німецький фугасної берегової оборони: 405 кг
- Початкова швидкість снаряда:
  - Морський зразок 1911 р. 471 кг: 762 м/с
  - Берегової оборони 446 кг: 853 м/с
- Дальність стрільби:
  - Снаряд вагою 471 кг: 29340 м

## Гарматна установка
Конкурс на виробництво баштових установок виграв Санкт-Петербурзький Металевий завод з проектом МК-3-12. У конкурсі брали участь Путилівський і Санкт-Петербурзький Металевий заводи, іноземні: Віккерса, Круппа, «Шкода», «Шнейдер-Крезо». Обухівський завод від участі в конкурсі відмовився, Товариство Миколаївських заводів і верфей висловило готовність збирати башти по чужим кресленням. Башта МК-3-12 була спроектована Санкт-Петербурзьким Металічним заводом, і з деякими доробками була прийнята у виробництво. Баштова установка складалася з двох частин, нерухомого барабана з центруючим штирем і рухомим столом башти з подаючою трубою. Горизонтальні балки обертання перебували в конусній частині, завдяки чому висоту башти вдалося значно зменшити. В її конструкції були застосовані деякі оригінальні технічні рішення, такі як використання металевих куль замість валків під обертовим столом башти, складний дах з 5 пластин броні. Наведення використовувалося за допомогою електродвигунів з муфтою Дженні.

## Берегова артилерія

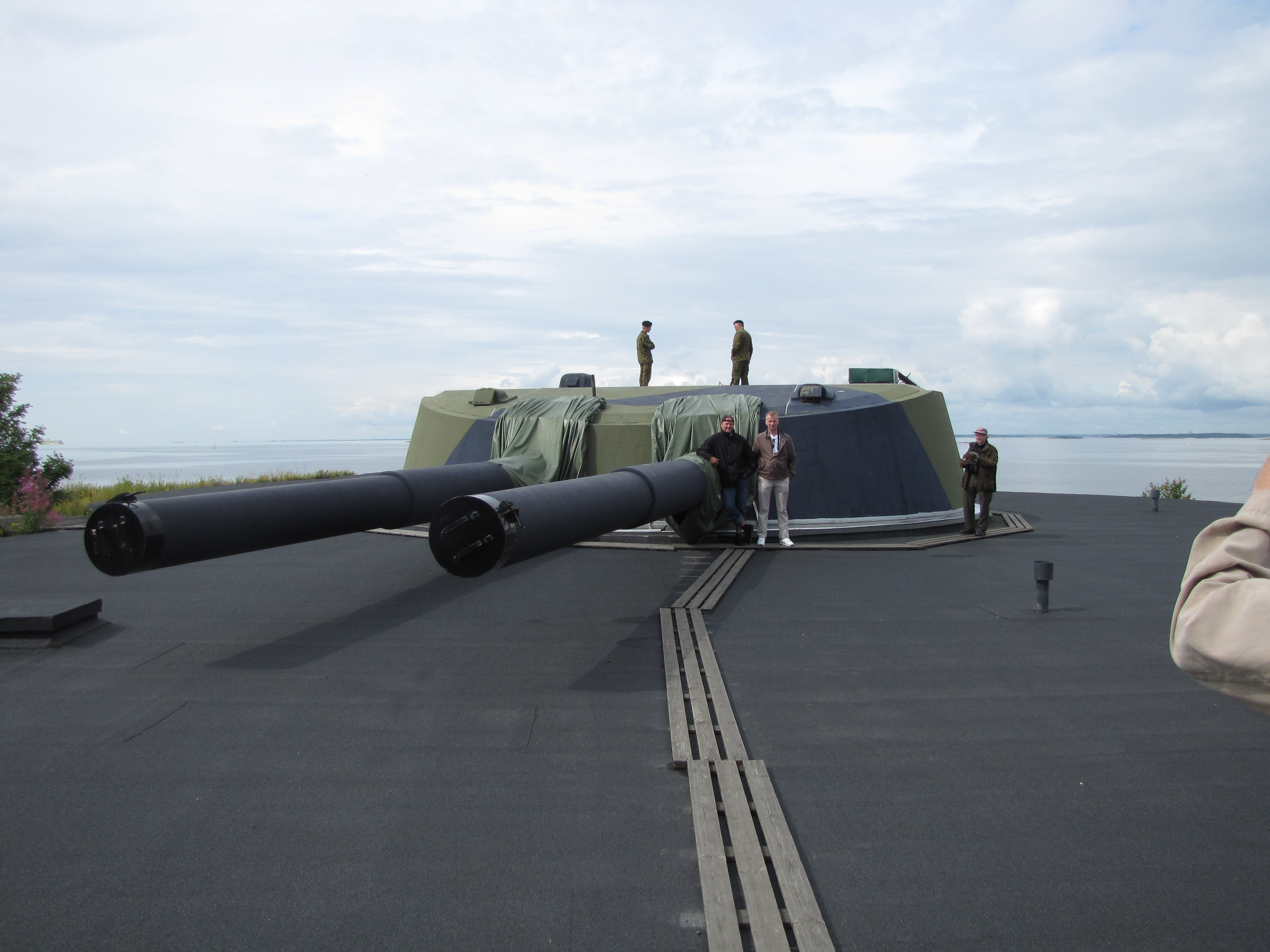
Башта берегової оборони, Куйвасаарі, Фінляндія, сучасний стан

Крім лінкорів типів «Севастополь» і «Імператриця Марія», дані гармати також застосовувалися в артустановками берегової оборони в Морський фортеці Імператора Петра Великого вздовж оборонної лінії Таллінн — Порккала-Удд, на берегових батареях Севастополя № 30 і 35 (в баштових установках МК-2 -12), а також в установках залізничної артилерії. У 1934 році дві баштових установки МК-3-12 були змонтовані на батареї № 981 (ім. Ворошилова) на о-ві Руський. Кілька гармат під час Другої світової війни були захоплені німцями і використовувалися в складі батареї «Мирус» на Гернсі (окупованих Нормандських островах). У 1949-1954 відновлена севастопольська батарея № 30 була озброєна баштовими установки МБ-3-12ФМ з лінкора «Фрунзе».

## Залізнична артилерійська установка TM-3-12 зразка 1938 р.

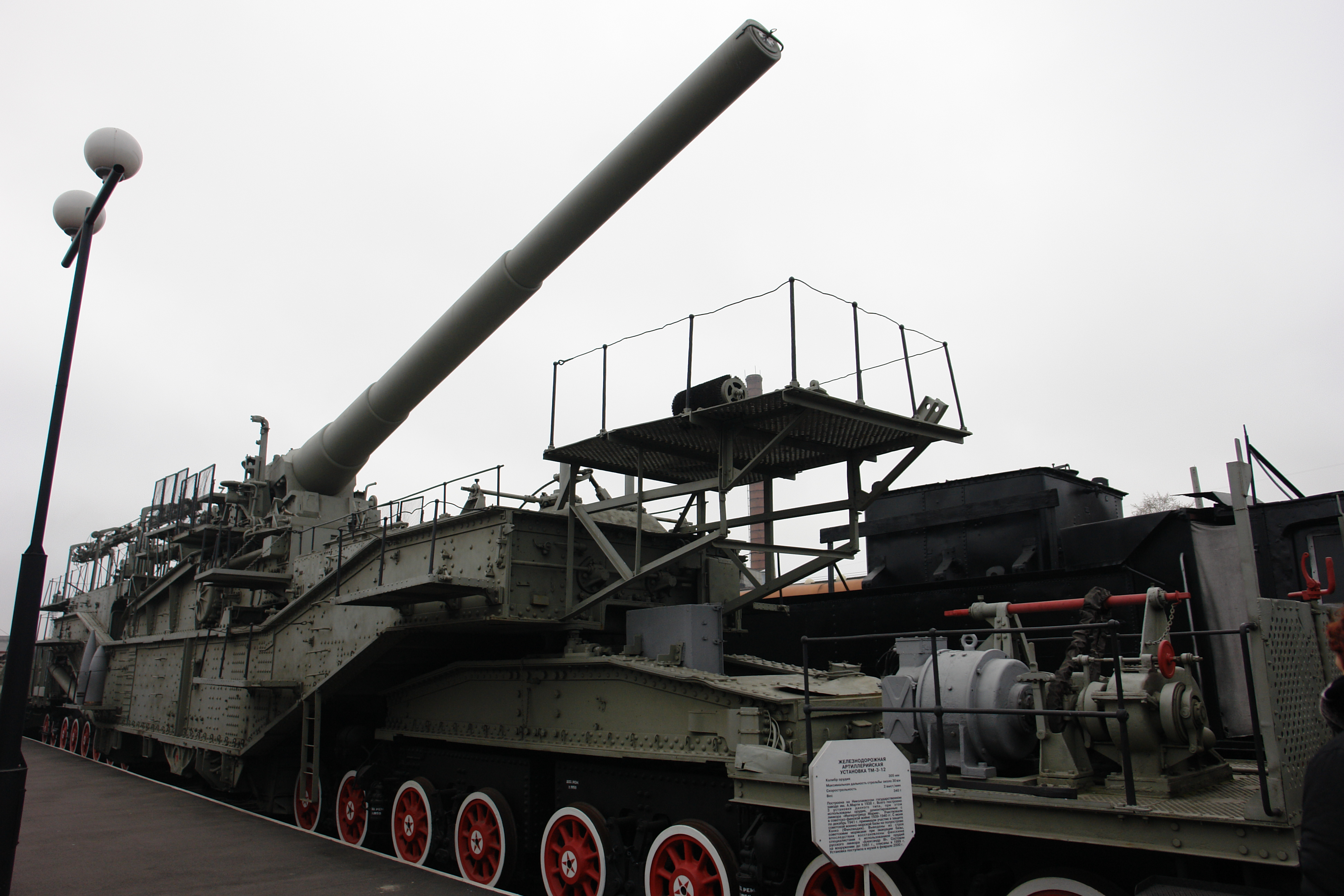
Залізнична артилерійська установка ТМ-3-12 в Музеї залізничної техніки, Санкт-Петербург, жовтень 2007 р.

Було побудовано три залізничних артилерійських установки, з використанням гарматзатонулого лінкора «Імператриця Марія». Застосовувалися під час Радянсько-фінської війни 1939-1940 років. У червні — грудні 1941 року брали участь в обороні радянської військово-морської бази Ханко на фінському півострові Ханко (Гангут). Були виведені з ладу радянськими моряками при евакуації бази і пізніше відновлені фінськими фахівцями з використанням гармат залишеного в Бізерті російського лінкора «Імператор Олександр III». Після війни установки були передані СРСР і підтримувалися в боєздатному стані до 1991 року, з озброєння зняті в 1999 році. На момент зняття з озброєння були останніми в світі боєздатними гарматами лінкорного калібру виробництва Обухівського заводу.